# 莫納克 (蒙大拿州)
莫納克（英語：Monarch）是位於美國蒙大拿州喀斯喀特縣的普查規定居民點。

## 歷史
莫納克的郵局自1889年營運至今。

## 人口
根據2020年美國人口普查的數據，莫納克的面積為2.08平方千米，皆為陸地。當地共有人口26人，而人口密度為每平方千米12.5人。